# Child of Divorce

Child of Divorce est un film américain réalisé par Richard Fleischer et sorti en 1946.

## Synopsis
Les parents de Bobby, une fillette de huit ans, ont divorcé, puis se sont chacun remariés. Bobby se sent abandonnée et finit par tomber malade. Le médecin demande qu'un des parents héberge la fille ou bien qu'on l'envoie en pension. Les parents choisissent la deuxième solution...

## Fiche technique
- Titre du film : Child of Divorce
- Réalisation : Richard Fleischer
- Scénario : Lillie Hayward d'après la pièce Wednesday's Child de Leopold L. Atlas
- Photographie : Jack MacKenzie - Noir et blanc
- Direction artistique : Ralph Berger, Albert S. D'Agostino
- Musique : Leigh Harline
- Son : Earl A. Wolcott
- Montage : Samuel E. Beetley
- Production : RKO Pictures (Lillie Hayward)
- Durée : 62 minutes
- Pays d'origine :  États-Unis
- Sortie : 15 octobre 1946

## Distribution
- Sharyn Moffett : "Bobby" Roberta Carter
- Regis Toomey : Ray Carter, le père
- Madge Meredith : Joan Carter Benton, la mère
- Walter Reed : Michael
- Una O'Connor : Nora
- Doris Merrick : Louise
- Harry Cheshire : le juge
- Selmer Jackson : Dr Sterling
- Lillian Randolph : Carrie, la bonne
- Patricia Prest : Linda
- Gregory Marshall : Freddie
- George McDonald : Donnie
- Patsy Converse : Betty
- Ann Carter : Peggy Allen

## Commentaire
A Child of Divorce, première œuvre de Richard Fleischer, ne laisse guère présager la suite de la carrière du réalisateur. « Parce que le film se situe en dehors des genres traditionnels, on peut y voir à nu le talent de son auteur : celui d'un analyste des relations sociales pour qui réalisme est toujours synonyme de cruauté », écrit Jacques Lourcelles. Le sujet est d'une grande modernité pour l'époque et les dialogues de Lillie Hayward sont d'une justesse étonnante, assure-t-il. Quant à la mise en scène de Fleischer, elle « est aiguë, précise, sans fioritures. »
Que dit à ce sujet Richard Fleischer ? « Child of Divorce est un de mes films préférés. [...] Le scénario était excellent et je tournais une fin qui refusait le happy end systématique de l'époque. [...] J'essayais d'éviter les clichés traditionnels des mélos. Quand Bobby (Sharyn Moffett) tombe malade, les parents viennent la voir et les spectateurs s'attendent à une réconciliation devant le lit de l'enfant, mais la mère s'est remariée avec quelqu'un que Bobby déteste. [...] Comme Child of Divorce était mon premier film, je souffrais comme un damné et le tournage fut un véritable enfer pour moi. J'étais très nerveux, bien que je sentais que je parvenais à obtenir d'excellentes performances de mes acteurs, chose inhabituelle pour ces films à petit budget. »
Rarement visible, il existe cependant un DVD. Ce film est, outre ses qualités cinématographique hautement pédagogique, il se place prioritairement au niveau de l'enfant et le jugement du spectateur se porte au niveau des parents.Il est alors sans complaisance et montre l'extrême difficulté de résoudre ces problèmes familiaux si les parents ne jettent pas un regard lucide sur leurs propres comportement. La fin qui est une idée magnifique est plutôt optimiste compte tenu de la qualité de l'éducation donnée dans le pensionnat, Richard Fleischer a fait là une œuvre utile très personnelle qu'il devait avoir à cœur, c'est une formidable façon de commencer une carrière de grand cinéaste.